# 陈芳芳
陈芳芳，中国警察，官员，一级警监，是中国公安部部长陶驷驹妻子。陈芳芳在1990年至2001年任公安部国内安全保卫局（公安部一局）局长。
六四天安门事件发生后，不少六四参与者通过黄雀行动从香港出逃国外，此期黄雀行动组织人陈达钲曾与时任国宝局副局长的陈芳芳会面。1990年，陶驷驹提拔她任国保局局长，从此国保局权力大增，地位接近国家安全部。
在香港回归前，陈芳芳率领国保局的人马去深圳，和香港黑社会三合会、十四K等联系，确保回归顺利。
传言她在2001年因丈夫陶驷驹卷入腐败调查而自杀。接替陈芳芳任国保局局长的是蔡安季。
因公安部一局的神秘性（是专门负责镇压抓捕政治异议人士的机构），媒体关于陈芳芳和其他国保局领导人报导甚少。